# Нитченко Дмитро Васильович
Дмитро Васильович Нитченко (літературні псевдоніми: Дмитро Чуб, Остап Зірчастий, англ. Dmytro Nytczenko [Nytschenko]); (21 лютого 1905, Зіньків, Полтавщина — 27 травня 1999, Мельбурн, Австралія) — український літературознавець, письменник, мемуарист, редактор, літературний дослідник, педагог, громадський діяч, що жив і працював у Австралії. Лауреат премії ім. Г. Сковороди, Фундації Антоновичів, член об'єднання українських письменників «Слово» та НСПУ. Засновник видавництва «Ластівка».

## Життєпис
Народився в заможній селянській родині в Зінькові на Полтавщині. Від народження мав ім'я Дмитро Ніценко. 11-річним був роз'єднаний з батьками і жив у тітки-вчительки. 1923 року вступив до літературного угрупування «Плуг», до якого належав протягом 2 наступних років.
Навчався в індустріально-технічній школі — а відтак, з осені 1926, на Краснодарському робітничому факультеті. Уже тоді часом друкував свої вірші в «Червоній газеті» (Ростов-на-Дону), а також у стінній газеті, де був заступником редактора. 1927 року його, оголосивши класовим ворогом за «непролетарське походження (рос. непролетарское происхождение)», виключили. Працював на заводі, згодом вирушив до Харкова, де жили родичі.
Переїхавши до Харкова, закінчив Технікум іноземних мов, вступив на мовно-літературний факультет місцевого Інституту народної освіти, де долучився до літературного життя тодішньої столиці України: познайомився з відомими письменниками, працював у видавництві «Література і Мистецтво». Пізніше згадував про зустрічі з Миколою Хвильовим, Степаном Васильченком, Борисом Антоненком-Давидовичем, Іваном Багряним та іншими. Був членом ПРОЛІТФРОНТУ. Видав 3 книжки: зб. «Поезії індустрії», «Склепіння» та зб. нарисів. Кілька віршів були покладені на музику (композ. Нахабін, Коляда, Овчаренко). Пісню на слова Нитченка виконували під час відкриття тракторного заводу в Харкові.
З початком Другої світової війни Нитченко був мобілізований. Пройшов і полон, і табір переміщених осіб у Німеччині, у якому зібралося чимало українських інтелігентів. По таборах налагоджувалося культурно-літературне життя: у місті Ульмі діяла українська гімназія, у ній викладав і Дмитро Нитченко, відбувалися літературно-мистецькі вечори.
В одному із своїх віршів він так передав тодішній стан душі:

## Австралія
1949 року Дмитро Нитченко разом з родиною переселився до Австралії: працював у каменоломнях, на електростанції, у вільний час вивчав англійську мову — та писати не припиняв. Протягом кількох десятиліть працював учителем та директором українських суботніх шкіл у Мельбурні. Викладав, писав програми, інспектував, довівши кількість шкіл до 55 з 2000 учнів.
Заснував й очолював Літературно-мистецький клуб імені Василя Симоненка, як член Об'єднання українських письменників «Слово» — керує австралійською філією цієї організації. Потім очолює Українську центральну шкільну раду в Австралії.
Постійно пише і публікує під псевдонімом Дмитро Чуб свої оповідання, вірші, нариси про подорожі; під іншим псевдонімом — Остап Зірчастий — друкує свої гуморески. У його творах описує природу Австралії та життя земляків, закинутих долею на цей материк.
Помер у Мельбурні 1999 року. Лігою українських меценатів та сім'єю тоді ж заснована Літературна премія імені Дмитра Нитченка, що присуджується щорічно за пропаганду українського друкованого слова.

## Родина
- Старша донька Леся Ткач — письменниця (літературний псевдонім — Леся Богуславець).
- Молодша донька Галя Кошарська — викладач української мови та літератури в Університеті Макворі в Сіднеї і керівник українського відділу.
- Онук Юрій Ткач — відомий перекладач українських книг, живе в Мельбурні.

## Вшанування пам'яті
У місті Зіньків вулицю Короленка перейменували на вулицю Дмитра Нитченка.

## Видання

Обкладинка першого видання альманаху «Новий обрій», 1954 рік.

За його редакцією вийшло понад 28 книжок, серед яких «200 листів Б. Антоненко-Давидовича» та літературно-мистецький альманах «Новий обрій».
Інші видання:
- Антоненко-Давидович Б. «Печатка» [Архівовано 26 березня 2016 у Wayback Machine.], передмова Дм. Чуба. — Мельбурн: «Ластівка», 1979. — 85 с. ISBN 0-9595837-1-8
- Хахулін О. «Б. Антоненко-Давидович у пазурях чекістів», передмова та переклад з рос. Дмитра Чуба. — Мельбурн: «Ластівка», 1987. ISBN 0-949617-11-3

1993 року уперше в Україні з'являється його книжка «Елементи теорії літератури».
1994 року за науково-художню книжку «Слідами Миклухо-Маклая», збірку оповідань «Стежками пригод», книжку «Живий Шевченко» удостоєний Літературної премії імені Лесі Українки.

### Книжки
- Чуб Д. «Шевченко в житті» [Архівовано 4 жовтня 2013 у Wayback Machine.]. — Б.м. (На чужині), 1947. — 48 с.
- Чуб Д. «Це трапилося в Австралії» 1953
- Чуб Д. «На гадючому острові» [Архівовано 2 квітня 2015 у Wayback Machine.]: З австралійських пригод. — Мельбурн-Аделаїда: «Ластівка», 1953. — 24 с.
- Чуб Д. «Вовченя» [Архівовано 2 квітня 2015 у Wayback Machine.]: Збірочка для дітей шкільного віку. — Мельбурн-Аделаїда: «Ластівка», 1954. — 16 с.
- Чуб Д. «Живий Шевченко (Шевченко в житті)» [Архівовано 4 березня 2016 у Wayback Machine.]. — Мюнхен, Мельбурн: «Дніпрова Хвиля», 1963. — 117 с.
- Нитченко Д. «Український правописний словник». Мельбурн: Ластівка, 1968.
- Чуб Д. «Стежками пригод» [Архівовано 21 лютого 2014 у Wayback Machine.]: Оповідання, нариси, вірші. — Мельбурн: «Просвіта», 1975. — 119 с.
- Нитченко Д. «Елементи теорії літератури і стилістики» [Архівовано 2 квітня 2015 у Wayback Machine.]. — Мельбурн: «Просвіта», 1975. — 88 с. Друге доповнене видання 1979 року. [Архівовано 24 січня 2024 у Wayback Machine.]
- Чуб Д. «З Новоґвінейських вражень» [Архівовано 2 квітня 2015 у Wayback Machine.]: На слідах Миклухи-Маклая. — Мельбурн: «Ластівка», 1977. — 128 с.
- На життьовому і творчому шляху В. Ґжицького. Київ, Торонто, 1978
- Чуб Д. «Борис Антоненко-Давидович» [Архівовано 21 лютого 2014 у Wayback Machine.]: Життя і творчість. — Мельбурн: «Ластівка», 1979. — 32 с. ISBN 0-9595837-2-6
- Чуб Д. Люди великого серця: Статті, розвідки, спогади. — Мельбурн : Ластівка, 1981. — 243 с.
- Чуб Д. «У дзеркалі життя й літератури» [Архівовано 21 лютого 2014 у Wayback Machine.]: Статті, розвідки, спогади. — Мельбурн: «Ластівка», 1982. — 200 с. ISBN 0-9595837-9-3
- Chub D. «How Moscow Russifies Ukraine» [Архівовано 2 лютого 2014 у Wayback Machine.] («Як Москва русифікує Україну»). — Melbourne: Lastivka Press, 1983. — 49 с. ISBN 0949617016 (англ.)
- Чуб Д. «В лісах під Вязьмою» [Архівовано 21 лютого 2014 у Wayback Machine.]: Спогади про Другу світову війну. — Мельбурн: «Ластівка», 1983. — 131 с. ISBN 0-949617-00-8. Вперше книга видавалась 1958 року.
- Чуб Д. Відлуння Великого Голоду в спогадах очевидців і в українській літературі. — Торонто : Київ, 1984. — 16 с.
- Chub D. «Shevchenko the Man: the Initmate Life of a Poet» («Шевченко в житті»), translated from the Ukrainian by Yuri Tkach. — Toronto-Chicago-Melbourne: Bayda Books, 1985. — 159 с. ISBN 0-908480-15-6
- Нитченко Д. «Український ортографічний словник» [Архівовано 4 березня 2016 у Wayback Machine.]. — Мельбурн: «Ластівка», 1985. — 176 с. ISBN 0949617075
- Чуб Д. «Живий Шевченко (інтимне життя поета)» [Архівовано 2 квітня 2015 у Wayback Machine.]. — Мельбурн: «Ластівка», 1987. — 152 с. ISBN 0949617105
- Нитченко Д. «Від Зінькова до Мельборну» [Архівовано 21 лютого 2014 у Wayback Machine.]: Із хроніки мого життя. — Мельбурн: «Байда», 1990. — 407 с. ISBN 0-908480-24-5
- Нитченко Д. «Листи письменників»:
  - «Збірка перша» [Архівовано 22 січня 2024 у Wayback Machine.]. — Мельбурн: «Ластівка», 1992. — 190 с. ISBN 0-949617-13-X
  - «Збірка друга». — Мельбурн — Ніжин, «Просвіта», 1998. ISBN 1-889240-14-1
  - «Збірка третя». — Мельбурн — Ніжин, «Просвіта», 1998. ISBN 0-949617-18-0
  - «Збірка четверта» — Мельбурн — Ніжин, «Смолоскип», 2001. ISBN 966-7332-53-5
- Чуб Д. «Слідами Миклухи-Маклая». — К.: «Веселка», 1993. — 112 с. ISBN 5-301-01571-0
- Нитченко Д. «Під сонцем Австралії» [Архівовано 11 серпня 2013 у Wayback Machine.]: Із хроніки мого життя, том 2. — Мельбурн: «Байда», 1994. — 479 с. ISBN 0-908480-27-X

### Книжки з бібліотеки української діаспори імені Джона Маккейна м.Дніпро.

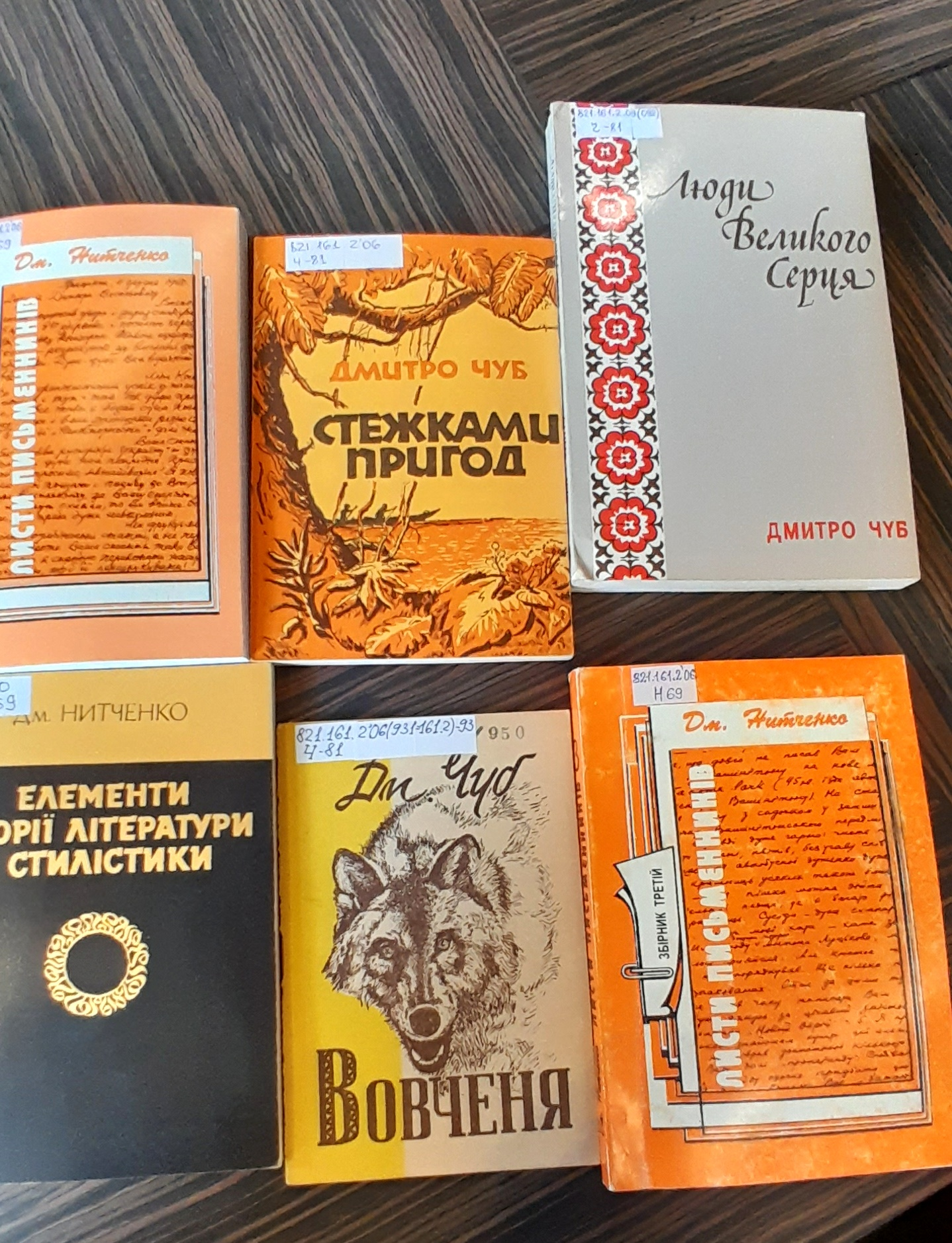
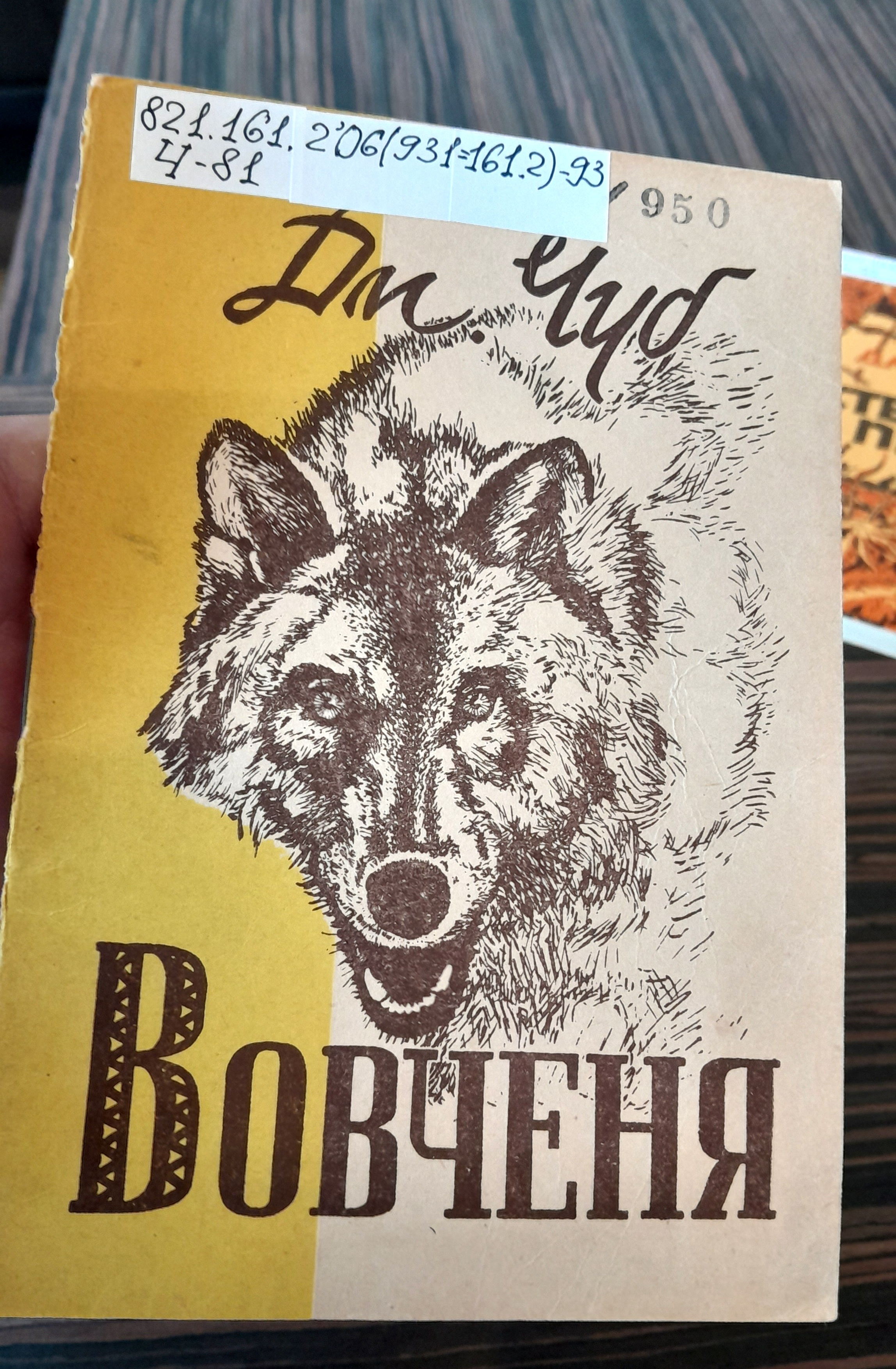
«Вовченя»
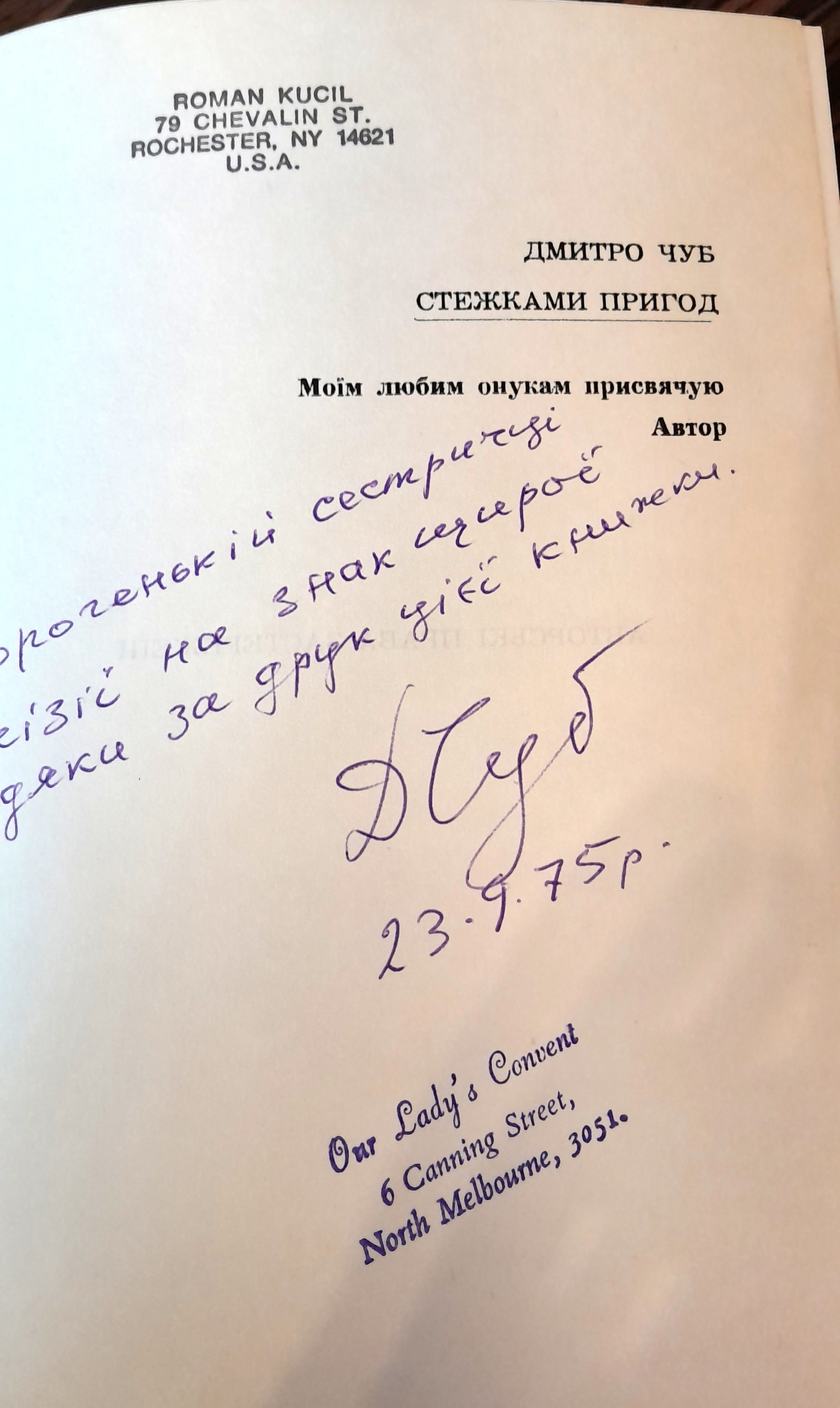
«Стежками пригод»
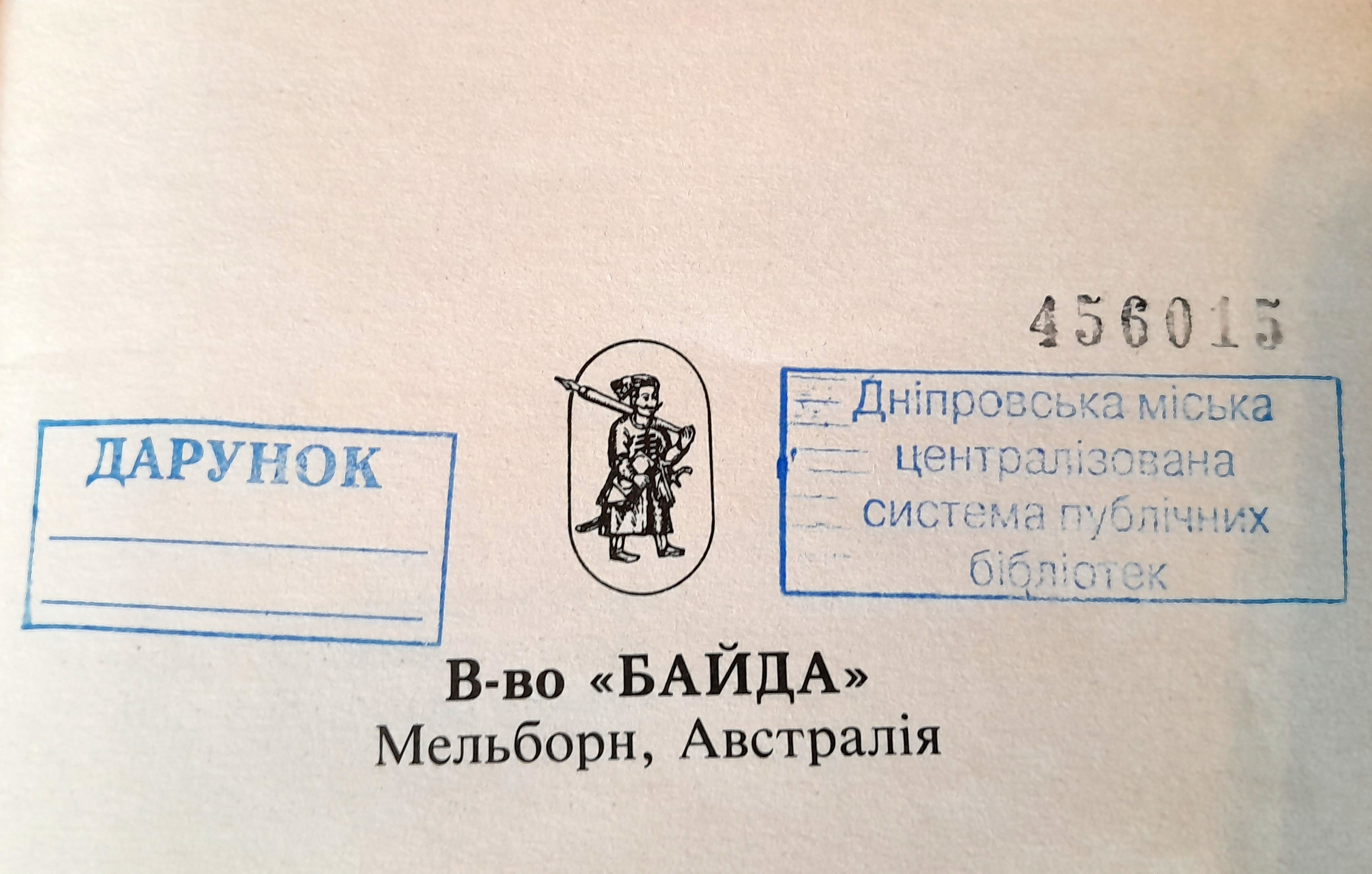
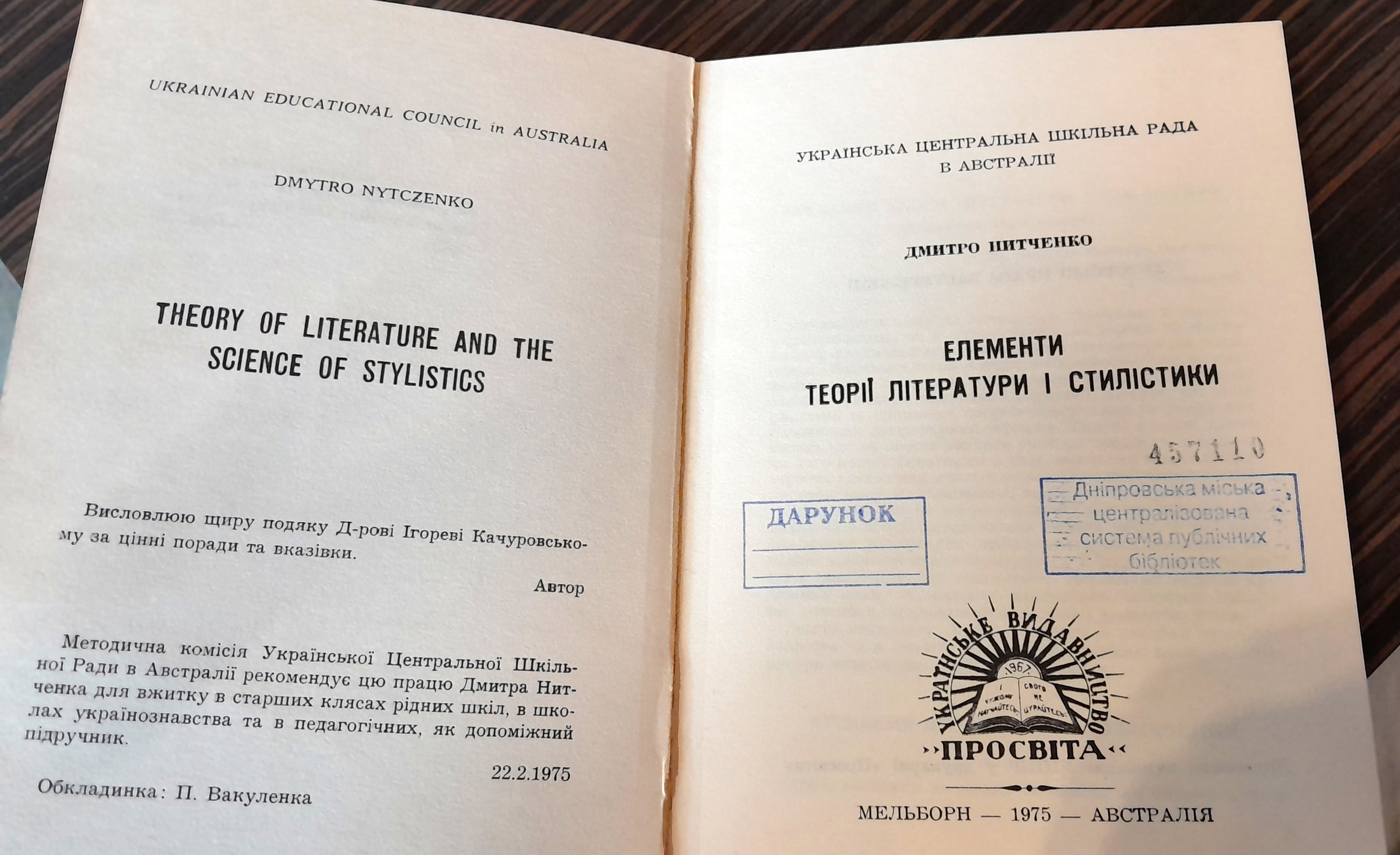

### Статті
- Чуб Д. Юрій Вухналь сміється: [Спогади] // Молода Україна. — 1977. — № 259. — С. 6-8.
- Чуб Д. Талановитий гуморист і сатирик Юрій Вухналь: (1906—1977) // Сучасність. — 1978. — Чис. 10. — С. 20-25.
- Чуб Д. На життєвому і творчому шляху Володимира Гжицького // Чуб Д. Люди великого серця. — Мельбурн, 1981. — С. 161—179.
- Чуб Д. Відлуння великого голоду в спогадах очевидців і в українській літературі // Великий голод в Україні 1932—1933. — Торонто, 1988. — С. 140—141.